# Фирпо, Хуниор
Э́ктор Ху́ниор Фи́рпо Адаме́с (исп. Héctor Junior Firpo Adamés; 22 августа 1996, Санто-Доминго, Доминиканская Республика) — доминиканский и испанский футболист, левый защитник клуба «Реал Бетис» и сборной Доминиканской Республики.

## Клубная карьера
Фирпо родился в Доминиканской Республике, но в возрасте шести лет вместе с семьёй переехал в Испанию. В 2014 году Хуниор начал заниматься в академии «Бетиса». В начале 2015 года Фирпо начал выступать за команду дублёров. 15 февраля в матче против дублёров из «Гранады» он дебютировал в Сегунде B за дублирующий состав. 12 февраля 2018 года в матче против «Депортиво Ла-Корунья» он дебютировал в Ла Лиге. В марте в поединке против «Эспаньола» Хуниор забил свой первый гол за «Бетис». В августе Фирпо продлил контракт с клубом до 2023 года.
25 августа 2019 дебютировал за «Барселону».
6 июля 2021 года «Барселона» объявила об уходе Фирпо в английский клуб «Лидс Юнайтед» за 15 миллионов евро.

## Карьера в сборной
У Фирпо двойное гражданство. В 2015 году он сыграл за сборную Доминиканской Республики в неофициальном матче. В 2018 году Хуниор получил вызов в молодёжную сборную Испании и принял решение выступать за сборную этой страны. В 2019 году Фирпо в составе молодёжной сборной Испании выиграл молодёжный чемпионат Европы в Италии. На турнире он принял участие в матчах против команд Бельгии, Франции и Германии.

## Достижения
«Барселона»
- Обладатель Кубка Испании: 2020/21

«Лидс Юнайтед»
- Победитель Чемпионшипа Английской футбольной лиги: 2024/25

Сборная Испании (до 21)
- Чемпион Европы среди молодёжных команд: 2019